# Schiffswerft Selenodolsk

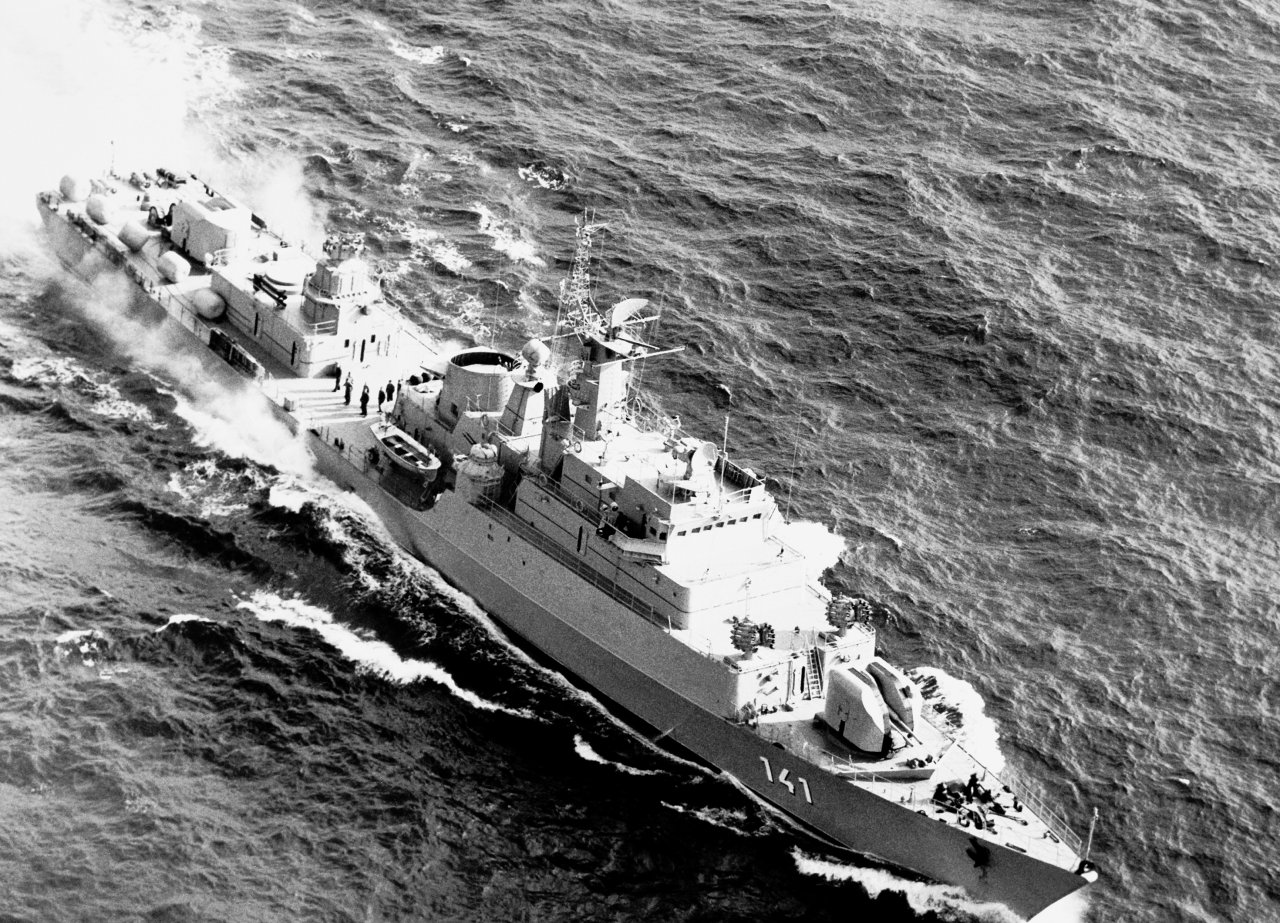
Küstenschutzschiff Rostock der DDR-Volksmarine, gebaut in Selenodolsk (1982)

Die Schiffswerft Selenodolsk (russisch ОАО Зеленодольский завод имени А. М. Горького) ist eine Werft an der Wolga bei Selenodolsk in der russischen Teilrepublik Tatarstan, somit tief im Landesinnern. Über die Binnenschifffahrtswege in Russland sind von dort auch Meeresküsten erreichbar, so über den Wolga-Don-Kanal das Schwarzmeer. 
Das Unternehmen wurde 1895 gegründet und stellt vorwiegend Kriegsschiffe her, etwa die 100 m langen Fregatten der Projekt 11661 „Gepard-Klasse“.